# Hypophthalmus edentatus
O mapará (Hypophthalmus edentatus) é uma espécie de peixe teleósteo, siluriforme, da família dos hipoftalmídeos. Tais animais podem ser encontrados tanto na Amazônia quanto no rio Paraná, possuindo dorsos azulados, ventres esbranquiçados. Também são chamados de cangatá, mandubi, mapará-de-cametá e mapurá.